# Palestina (Ecuador)
Palestina es una ciudad ecuatoriana, cabecera del catón homónimo, provincia de Guayas, localizada en la región litoral de Ecuador. En el censo de 2022 tenía una población de 10 392 habitantes, lo que la convierte en la nonagésima séptima ciudad más poblada del país.

## Historia
Varios historiadores argumentan que en la época precolombina el actual territorio del cantón, estuvo ocupada por la tribu Chonanas que había formalizado acuerdos de paz con los Huancavilcas. Durante la etapa virreinal, se constituyó en una pequeña población conocido como "Embarcadero". Fue el Dr. Vicente Piedrahíta Carbo (1834-1878), al retorno de un viaje a Oriente Próximo, denominó a varias propiedades con nombre de lugares que fueron visitados por él mismo, tales como: Palestina, Yumes, Tebas, Jordán, entre otros. La hacienda pasó con el nombre Palestina a ser propiedad de varios propietarios constituyéndose en un sector cada vez más poblado.
El 23 de marzo de 1957 se aprobó la parroquialización de Palestina, desde aquel entonces sería parroquia del cantón Daule. El 3 de febrero de 1987, al cantonizarse el cantón Santa Lucía, Palestina formó parte de este último.
El 3 de junio de 1986, el Lcdo. Luis Eduardo Robles Plaza, ministro de Gobierno, recibió la solicitud de cantonización de Palestina, pero solo después de dos años el Dr. Jorge Zavala Baquerizo enviaría la ley de cantonización al Presidente de la República de aquel entonces, el Ing. León Febres-Cordero Ribadeneyra quién firmó el ejecútese el 20 de julio de 1988. La ley de cantonización fue publicada en el Registro Oficial n.º 100 el 25 de julio de 1988, pero la comunidad de Palestina celebra su cantonización el 20 de julio de cada año.

## Gobierno municipal
La ciudad y el cantón Palestina, al igual que las demás localidades ecuatorianas, se rige por una municipalidad según lo estipulado en la Constitución Política Nacional. La Alcaldía de Palestina es una entidad de gobierno seccional que administra el cantón de forma autónoma al gobierno central. La municipalidad está organizada por la separación de poderes de carácter ejecutivo representado por el alcalde, y otro de carácter legislativo conformado por los miembros del concejo cantonal.